# Baranya
Baranya är en provins i södra Ungern vid gränsen till Kroatien och Serbien. Baranja är en angränsande region i Kroatien. Provinsen hade 363 721 invånare 2018.